# ズー県
ズー県 (Zou) は、ベナン南部の県。2013年の人口は85万1623人、面積は5243km2、人口密度は162人/km2。県都はアボメイ。

## 地理
- 北：コリネス県
- 東：プラトー県
- 南東：ウェメ県
- 南：アトランティック県
- 南西：クッフォ県
- 西：トーゴ

ズー川（旧称ソ川）とウェメ川が北から南へ流れて来て県の南東部で合流する。

## 歴史
1999年、北部がコリネス県として分離した。 

## 著名人
- ジャスティン・アホマデグベ(Justin Ahomadegbé-Tomêtin)(1917年～2002年)
  - ダオメー民主同盟(Dahomey Democratic Union/UDD)党首
  - アボメイ市長(1956年～)
  - ダオメー共和国副大統領(1963年～1965年)
  - ダオメー共和国大統領(1972年)

## 下位行政区画

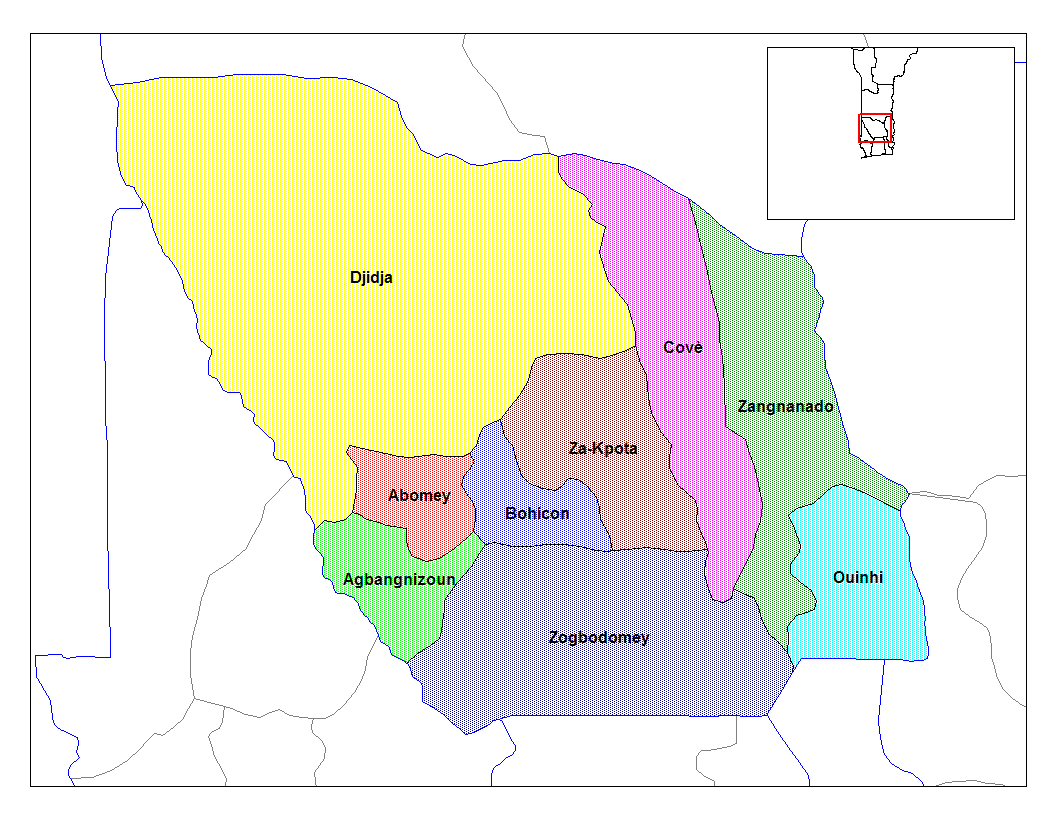
ズー県内の自治体

- アボメイ
- Agbangnizoun
- ボヒコン
- Cové
- Djidja
- Ouinhi
- Za-Kpota
- Zagnanado
- Zogbodomey